# ASL Airlines Hungary
ASL Airlines Hungary Kft, anciennement Farnair Hungary, est une compagnie aérienne basée à l'aéroport international de Budapest Ferenc Liszt à Budapest, en Hongrie.  Il propose des services de fret express réguliers, des services d'affrètement ad hoc et des missions de secours. La compagnie aérienne exploite une flotte d'avions de fret Boeing B737-400SF au service des clients des secteurs des colis express, du courrier et du commerce en ligne.

## Histoire
La compagnie aérienne a été créée et a commencé ses activités en 1990. Elle a été fondée sous le nom de NAWA Air Transport, la première compagnie aérienne privée en Hongrie après la Seconde Guerre mondiale. En 1993, il a été acquis par Farner Air Transport et a été rebaptisé Farner Air Transport Hungary. Elle est devenue Farnair Hungary en 1997. Elle est détenue à 100% par Farnair Suisse.
ASL Airlines Hungary fait partie du groupe mondial de services aéronautiques ASL Aviation Holdings, basé à Dublin, en Irlande. Le groupe se compose de plusieurs sociétés, parmi lesquelles 8 compagnies aériennes, des installations de maintenance et plusieurs sociétés de crédit-bail.
La compagnie aérienne propose plus de 120 vols par semaine sur son réseau européen, qui s'étend de la Scandinavie à la Roumanie, l'Italie, la Grèce, le Royaume-Uni et l'Irlande.

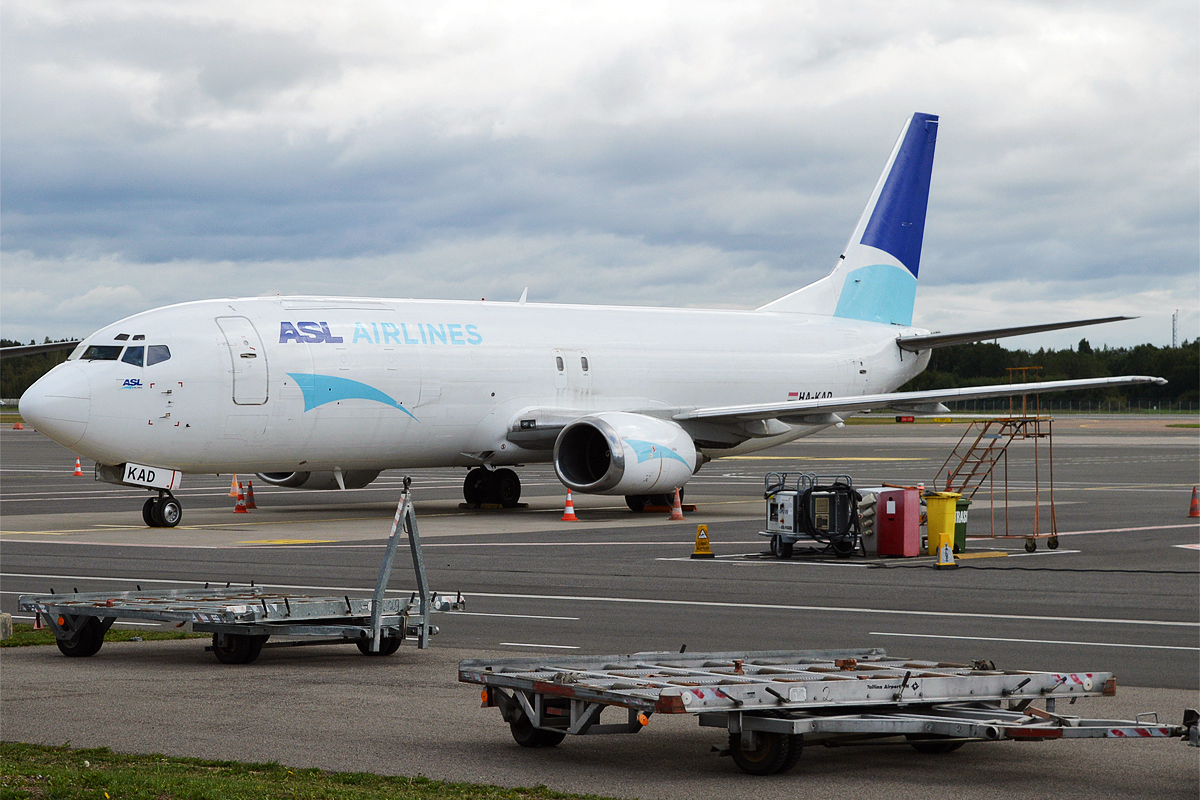
Un Boeing 737-400 Cargo d'ASL Airlines Hungary

Le 4 juin 2015, ASL Aviation Group, la société mère de Farnair Hungary, a annoncé que Farnair Hungary sera rebaptisée ASL Airlines Hungary.

## Flotte
La flotte d'ASL Airlines Hungary comprend les appareils suivants (en août 2019):
| Appareil        | En Service | Commande | Notes |  |
| --------------- | ---------- | -------- | ----- |  |
| Boeing 737-400F | 6          | —        |       |  |
| Total           | 6          | —        |       |  |

## Accidents et incidents
- Le 27 janvier 2005, un aéronef Farnair Hungary Let L-410 effectuait un abaissement de balise non directionnelle avec assistance radar à l' aéroport d'Ia ,i, en Roumanie, mais lorsque l'équipage a notifié au contrôle de la circulation aérienne sa position au-dessus de la balise de l'aéroport et son intention de tourner à droite, ils ont été vus tourner à gauche. Ensuite, l'avion est descendu en spirale pour s'écraser sur l'aérodrome. Les deux membres d'équipage à bord ont été tués. Il y avait de la neige légère à l'époque[6].
- Le 5 août 2016, un Boeing 737-476 (SF) d' ASL Airlines Hungary, immatriculé HA-FAX, a dépassé la piste 28 lors de son atterrissage à l'aéroport international Il Caravaggio de Bergame et s'est immobilisé sur l'autoroute, à 300 mètres de l'extrémité de la piste. . Il n'y a pas eu de blessés, mais certaines voitures ont été détruites et l'avion a subi des dommages importants à la suite de l'incident[7].